# Associazione Calcio Verona 1952-1953

## Piazzamenti
- Serie B: 13º posto.

## Rosa
| N. |                   | Ruolo | Calciatore         |
| -- | ----------------- | ----- | ------------------ |
|    | Italia (bandiera) | P     | Dante Bendin       |
|    | Italia (bandiera) | P     | Eros Lovo          |
|    | Italia (bandiera) | D     | Bruno Bosio        |
|    | Italia (bandiera) | D     | Gabriele De Toni   |
|    | Italia (bandiera) | D     | Alvaro Magi        |
|    | Italia (bandiera) | D     | Pietro Sforzin     |
|    | Italia (bandiera) | C     | Adelmo Battistella |
|    | Italia (bandiera) | C     | Sante Begali       |
|    | Italia (bandiera) | C     | Bruno Dal Bon      |
|    | Italia (bandiera) | C     | Cesare Franchini   |

| N. |                   | Ruolo | Calciatore       |
| -- | ----------------- | ----- | ---------------- |
|    | Italia (bandiera) | C     | Mario Marini     |
|    | Italia (bandiera) | C     | Carlo Matteucci  |
|    | Italia (bandiera) | C     | Andrea Milani    |
|    | Italia (bandiera) | C     | Luigi Poli       |
|    | Italia (bandiera) | C     | Ugo Pozzan       |
|    | Italia (bandiera) | C     | Luigino Tessaro  |
|    | Italia (bandiera) | C     | Rolando Vicovaro |
|    | Italia (bandiera) | A     | Luigi Caldana    |
|    | Italia (bandiera) | A     | Renato Dini      |
|    | Italia (bandiera) | A     | Gino Pivatelli   |

## Risultati

### Campionato

#### Girone di andata
| 14 settembre 1952 1ª giornata | Marzotto Valdagno | 1 – 0 | Verona |  |

| 21 settembre 1952 2ª giornata | Fanfulla | 2 – 1 | Verona |  |

| 7 dicembre 1997 3ª giornata | Verona | 3 – 0 | Lucchese |  |

| 5 ottobre 1952 4ª giornata | Monza | 2 – 1 | Verona |  |

| 7 gennaio 1968 5ª giornata | Verona | 0 – 0 | Catania |  |

| 19 ottobre 1952 6ª giornata | Verona | 1 – 0 | Salernitana |  |

| 14 settembre 1947 7ª giornata | Genoa | 2 – 0 | Verona |  |

| 21 ottobre 1962 8ª giornata | Verona | 0 – 1 | L.R. Vicenza |  |

| 16 novembre 1952 9ª giornata | Brescia | 0 – 0 | Verona |  |

| 23 novembre 1952 10ª giornata | Verona | 2 – 0 | Legnano |  |

| 30 novembre 1952 11ª giornata | Siracusa | 2 – 1 | Verona |  |

| 7 dicembre 1952 12ª giornata | Messina | 1 – 1 | Verona |  |

| 14 dicembre 1952 13ª giornata | Verona | 4 – 2 | Padova |  |

| 21 dicembre 1952 14ª giornata | Verona | 1 – 2 | Treviso |  |

| 7 gennaio 1996 15ª giornata | Modena | 2 – 1 | Verona |  |

| 11 gennaio 1953 16ª giornata | Verona | 1 – 0 | Piombino |  |

| 18 gennaio 1953 17ª giornata | Cagliari | 6 – 0 | Verona |  |

#### Girone di ritorno
| 25 gennaio 1953 18ª giornata | Verona | 2 – 1 | Marzotto Valdagno |  |

| 1º febbraio 1953 19ª giornata | Verona | 1 – 1 | Fanfulla |  |

| 8 febbraio 1953 20ª giornata | Lucchese | 1 – 2 | Verona |  |

| 15 febbraio 1953 21ª giornata | Verona | 1 – 3 | Monza |  |

| 22 febbraio 1953 22ª giornata | Catania | 2 – 1 | Verona |  |

| 1º marzo 1953 23ª giornata | Salernitana | 2 – 1 | Verona |  |

| 8 marzo 1953 24ª giornata | Verona | 0 – 2 | Genoa |  |

| 15 marzo 1953 25ª giornata | Vicenza | 1 – 1 | Verona |  |

| 22 marzo 1953 26ª giornata | Verona | 1 – 1 | Brescia |  |

| 29 marzo 1953 27ª giornata | Legnano | 2 – 0 | Verona |  |

| 5 aprile 1953 28ª giornata | Verona | 4 – 1 | Siracusa |  |

| 12 aprile 1953 29ª giornata | Verona | 2 – 1 | Messina |  |

| 19 aprile 1953 30ª giornata | Padova | 4 – 1 | Verona |  |

| 3 maggio 1953 31ª giornata | Treviso | 0 – 1 | Verona |  |

| 10 maggio 1953 32ª giornata | Verona | 1 – 1 | Modena |  |

| 24 maggio 1953 33ª giornata | Piombino | 0 – 2 | Verona |  |

| 31 maggio 1953 34ª giornata | Verona | 3 – 1 | Cagliari |  |

## Statistiche

### Statistiche di squadra
| Competizione | Punti | In casa | In casa | In casa | In casa | In casa | In casa | In trasferta | In trasferta | In trasferta | In trasferta | In trasferta | In trasferta | Totale | Totale | Totale | Totale | Totale | Totale | DR |
| Competizione | Punti | G       | V       | N       | P       | Gf      | Gs      | G            | V            | N            | P            | Gf           | Gs           | G      | V      | N      | P      | Gf     | Gs     | DR |
| ------------ | ----- | ------- | ------- | ------- | ------- | ------- | ------- | ------------ | ------------ | ------------ | ------------ | ------------ | ------------ | ------ | ------ | ------ | ------ | ------ | ------ | -- |
| Serie B      | 31    | 17      | 9       | 4       | 4       | 27      | 17      | 17           | 3            | 3            | 11           | 14           | 30           | 34     | 12     | 7      | 15     | 41     | 47     | -6 |

### Statistiche dei giocatori
| Giocatore      | Serie B  | Serie B |
| Giocatore      | Presenze | Reti    |
| -------------- | -------- | ------- |
| A. Battistella | 17       | 1       |
| S. Begalli     | 10       | 0       |
| D. Bendin      | 14       | -18     |
| B. Bosio       | 33       | 0       |
| L. Caldana     | 16       | 2       |
| B. Dal Bon     | 3        | 0       |
| G. De Toni     | 10       | 0       |
| R. Dini        | 16       | 1       |
| C. Franchini   | 19       | 0       |
| E. Lovo        | 20       | -29     |
| A. Magi        | 5        | 0       |
| M. Marini      | 33       | 0       |
| C. Matteucci   | 20       | 5       |
| A. Milani      | 32       | 4       |
| G. Pivatelli   | 34       | 15      |
| L. Poli        | 12       | 3       |
| U. Pozzan      | 34       | 4       |
| P. Sforzin     | 10       | 0       |
| L. Tessaro     | 20       | 2       |
| R. Vicovaro    | 16       | 0       |